# Paul Sein Twa
Pour les articles homonymes, voir TWA.
Paul Sein Twa est un militant pour l'environnement Karen de Birmanie. Il est lauréat en 2020 du Prix Goldman pour l'environnement,,,.
En 2018, il co-fonde  Salween Peace Park,,,. Il est également co-président du Asia Council (en).